# Bisetocreagris parablothroides
Bisetocreagris parablothroides är en spindeldjursart som först beskrevs av Beier 1951.  Bisetocreagris parablothroides ingår i släktet Bisetocreagris och familjen helplåtklokrypare. Inga underarter finns listade.